# Kurgan Kara-Tapa
Kurgan Kara-Tapa är en höjd i Azerbajdzjan.   Den ligger i distriktet İmişli Rayonu, i den centrala delen av landet, 150 km väster om huvudstaden Baku.
Terrängen runt Kurgan Kara-Tapa är mycket platt. Runt Kurgan Kara-Tapa är det ganska tätbefolkat, med 70 invånare per kvadratkilometer.. Närmaste större samhälle är Saatlı, 14,1 km öster om Kurgan Kara-Tapa.
Omgivningarna runt Kurgan Kara-Tapa är i huvudsak ett öppet busklandskap.